# Andreas Birnbacher

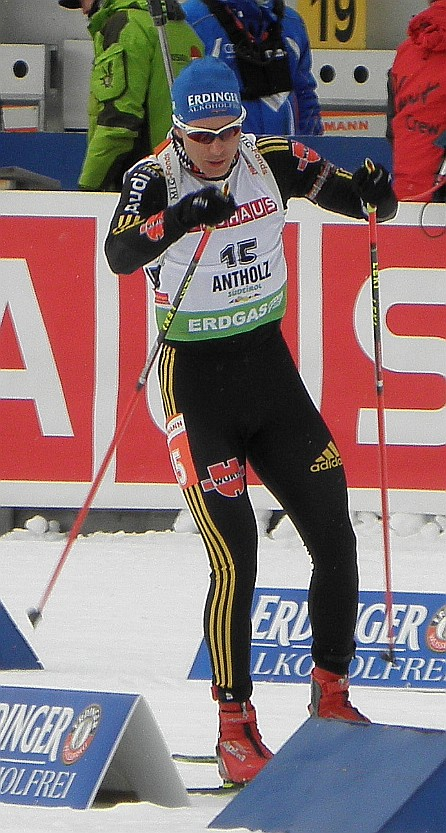
Birnbacher in 2010

Andreas “Andi” Birnbacher (Prien am Chiemsee, 11 september 1981) is een Duitse voormalige biatleet.

## Carrière
Hij is een zogenaamde sportsoldaat bij de Duitse Bundeswehr.
Hij werd zowel in 2003 als in 2005 Duits kampioen over 10 km sprint. Hij was een succesvolle junior en pakte in 2004 bij de senioren de Duitse titel in de massastart en in 2005 in de achtervolging.
Hij vierde zijn eerste internationale succes toe bij de Wereldkampioenschappen biatlon 2007, daar veroverde hij de zilveren medaille in de massastart.

## Resultaten

### Olympische Winterspelen
| Jaar | Plaats         | Onderdeel   | Onderdeel | Onderdeel     | Onderdeel  | Onderdeel | Onderdeel          |
| Jaar | Plaats         | Individueel | Sprint    | Achtervolging | Massastart | Estafette | Gemengde estafette |
| ---- | -------------- | ----------- | --------- | ------------- | ---------- | --------- | ------------------ |
| 2002 | Salt Lake City | –           | –         | –             |            | –         |                    |
| 2006 | Turijn         | –           | –         | –             | –          | –         |                    |
| 2010 | Vancouver      | 12e         | 23e       | 13e           | 15e        | 5e        |                    |
| 2014 | Sotsji         | 22e         | –         | –             | –          | –         | –                  |

### Wereldkampioenschappen
| Jaar | Plaats            | Onderdeel                               | Onderdeel                               | Onderdeel                               | Onderdeel                               | Onderdeel                               | Onderdeel          |
| Jaar | Plaats            | Individueel                             | Sprint                                  | Achtervolging                           | Massastart                              | Estafette                               | Gemengde estafette |
| ---- | ----------------- | --------------------------------------- | --------------------------------------- | --------------------------------------- | --------------------------------------- | --------------------------------------- | ------------------ |
| 2002 | Oslo Holmenkollen | Niet gehouden vanwege Olympische Spelen | Niet gehouden vanwege Olympische Spelen | Niet gehouden vanwege Olympische Spelen | –                                       |                                         |                    |
| 2003 | Chanty-Mansiejsk  | –                                       | –                                       | –                                       | –                                       | –                                       |                    |
| 2004 | Oberhof           | 14e                                     | –                                       | –                                       | –                                       | –                                       |                    |
| 2005 | Hochfilzen        | –                                       | 56e                                     | DNS                                     | –                                       | –                                       | –                  |
| 2006 | Pokljuka          | Niet gehouden vanwege Olympische Spelen | Niet gehouden vanwege Olympische Spelen | Niet gehouden vanwege Olympische Spelen | Niet gehouden vanwege Olympische Spelen | Niet gehouden vanwege Olympische Spelen | 4e                 |
| 2007 | Antholz           | 19e                                     | 17e                                     | 13e                                     | Zilver                                  | –                                       | –                  |
| 2008 | Östersund         | –                                       | 8e                                      | 21e                                     | 16e                                     | Brons                                   | Goud               |
| 2009 | Pyeongchang       | –                                       | –                                       | –                                       | –                                       | –                                       | –                  |
| 2010 | Chanty-Mansiejsk  | Niet gehouden vanwege Olympische Spelen | Niet gehouden vanwege Olympische Spelen | Niet gehouden vanwege Olympische Spelen | Niet gehouden vanwege Olympische Spelen | Niet gehouden vanwege Olympische Spelen | –                  |
| 2011 | Chanty-Mansiejsk  | 8e                                      | 6e                                      | 5e                                      | 16e                                     | 7e                                      | –                  |
| 2012 | Ruhpolding        | 4e                                      | 16e                                     | 12e                                     | 4e                                      | Brons                                   | Brons              |
| 2013 | Nové Město        | 8e                                      | 23e                                     | 22e                                     | 11e                                     | Brons                                   | 12e                |
| 2015 | Kontiolahti       | –                                       | –                                       | –                                       | –                                       | –                                       | –                  |
| 2016 | Oslo Holmenkollen | 9e                                      | –                                       | –                                       | –                                       | –                                       | –                  |

### Wereldkampioenschappen junioren
| Jaar | Plaats           | Onderdeel   | Onderdeel | Onderdeel     | Onderdeel |
| Jaar | Plaats           | Individueel | Sprint    | Achtervolging | Estafette |
| ---- | ---------------- | ----------- | --------- | ------------- | --------- |
| 2000 | Hochfilzen       | Zilver      | Zilver    | Brons         | Goud      |
| 2001 | Chanty-Mansiejsk | 10e         | Goud      | Goud          | Goud      |

### Wereldbeker
Eindklasseringen
| Seizoen   | Algemeen | Individueel | Sprint | Achtervolging | Massastart |
| --------- | -------- | ----------- | ------ | ------------- | ---------- |
| 2001/2002 | 54e      | -           | 46e    | 51e           | -          |
| 2002/2003 | 46e      | 47e         | 47e    | 37e           | -          |
| 2003/2004 | 29e      | 15e         | 43e    | 26e           | 34e        |
| 2004/2005 | 30e      | 24e         | 35e    | 26e           | 35e        |
| 2005/2006 | 17e      | 20e         | 18e    | 13e           | 18e        |
| 2006/2007 | 13e      | 17e         | 12e    | 16e           | 8e         |
| 2007/2008 | 10e      | 31e         | 6e     | 8e            | 15e        |
| 2008/2009 | 27e      | 50e         | 24e    | 27e           | 29e        |
| 2009/2010 | 15e      | 24e         | 16e    | 15e           | 15         |
| 2010/2011 | 14e      | 10e         | 9e     | 13e           | 19e        |
| 2011/2012 | Brons    | 8e          | 8e     | 5e            | Goud       |
| 2012/2013 | 5e       | Zilver      | 6e     | 10e           | 4e         |
| 2013/2014 | 41e      | 56e         | 55e    | 32e           | 26e        |
| 2014/2015 | 24e      | 28e         | 23e    | 21e           | 23e        |
| 2015/2016 | 19e      | 6e          | 38e    | 16e           | 22e        |

Wereldbekerzeges
| Nr.         | Seizoen     | Datum            | Plaats                  | Onderdeel             |
| Individueel | Individueel | Individueel      | Individueel             | Individueel           |
| ----------- | ----------- | ---------------- | ----------------------- | --------------------- |
| 1.          | 2010/2011   | 17 maart 2011    | Oslo                    | 10 km sprint          |
| 2.          | 2011/2012   | 17 december 2011 | Hochfilzen              | 12,5 km achtervolging |
| 3.          | 2011/2012   | 8 januari 2012   | Oberhof                 | 15 km massastart      |
| 4.          | 2011/2012   | 21 januari 2012  | Antholz                 | 15 km massastart      |
| 5.          | 2012/2013   | 7 december 2012  | Hochfilzen              | 10 km sprint          |
| 6.          | 2012/2013   | 16 december 2012 | Pokljuka                | 15 km massastart      |
| Estafettes  |             |                  |                         |                       |
| 1.          | 2007/2008   | 12 februari 2008 | Östersund (WK)          | Gemengde estafette    |
| 2.          | 2013/2014   | 13 december 2013 | Annecy-Le Grand-Bornand | 4x7,5 km estafette    |